# Kinga Gál
Kinga Gál (ur. 6 września 1970 w Klużu-Napoce) – węgierska polityk i pracownik naukowy, posłanka do Parlamentu Europejskiego VI, VII, VIII, IX i X kadencji.

## Życiorys
W 1995 ukończyła studia na wydziale prawa i nauk politycznych Uniwersytetu im. Loránda Eötvösa w Budapeszcie. Uzyskała w Strasburgu dyplom z zakresu międzynarodowych praw człowieka. Odbyła studia doktoranckie na Uniwersytecie Christiana Albrechta w Kilonii. Doradzała organizacji Węgrów w Rumunii, w połowie lat 90. została analitykiem w urzędzie do spraw węgierskiej diaspory. W latach 2001–2002 pełniła funkcję wiceprzewodniczącej tej instytucji. Pracowała też naukowo w różnych fundacjach. Od 2003 do 2004 była głównym doradcą prezesa Węgierskiej Akademii Nauk.
W 2004 z listy centroprawicowej partii Fidesz została deputowaną do Parlamentu Europejskiego. W VI kadencji PE była wiceprzewodniczącą Komisji Wolności Obywatelskich, Sprawiedliwości i Spraw Wewnętrznych, zasiadała w grupie EPP-ED. W wyborach europejskich w 2009, 2014, 2019 i  2024 skutecznie ubiegała się o reelekcję.
W listopadzie 2021 objęła stanowisko wiceprzewodniczącej Fideszu. W wyborach w 2022 uzyskała mandat posłanki do Zgromadzenia Narodowego, jednak nie zdecydowała się go objąć, pozostając wówczas eurodeputowaną.